# 帕特里克·德布瓦

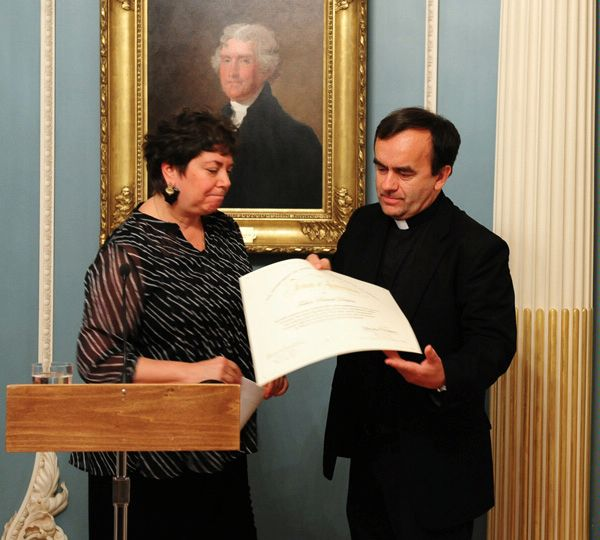
美国监督和打击反犹太主义办公室特使汉娜·罗森塔尔为纪念德布瓦的贡献，向他颁发证书（2011年5月12日）

帕特里克·德布瓦（英語：Patrick Desbois，1955年6月26日—），法国天主教会司铎，法国主教团会议对犹太关系委员会的领袖，圣座对犹太关系顾问。他创建了致力于搜寻在前苏联境内纳粹德国留下的犹太人万人冢的组织Yahad-In Unum。2008年3月21日，他获法国荣誉军团勋章，以表彰他在记录纳粹德国屠杀历史方面的贡献。

## 教育
1977年，德布瓦于勃艮第大学修得数学学士学位。1981年，德布瓦进入位于里昂的普拉多神学院，并于1986年受戒成为司铎。同年他获得里昂天主教大学神学硕士学位。

## 事业
1978年，德布瓦前往非洲，成为了为法国政府工作的数学教师。后来他为加尔各答特蕾莎修女工作，在那里帮助伤残。1986年，德布瓦31岁，这一年他受戒成为司铎。之后他于1992年成为普拉多神学院的院长。1992年至1999年，他为多名红衣主教（Decourtray，Jean Balland，Louis-Marie Billé）工作，作为处理与犹太关系的秘书。1999年，他要求为法国犹太人社群工作，成为法国主教团会议对犹太关系委员会秘书以及圣座对犹太关系顾问。
2004年，他成功进入了法国天主教堂和犹太人社群的领导团体，创建了Yahad-In Unum（拉丁语和希伯来语中“together”的意思），旨在促进天主教廷与犹太人群体的关系。改组织最庞大，最富有野心的项目是寻找纳粹别动队在前苏联和东欧集团屠杀犹太遇难者时留下的万人冢的位置。
德布瓦是现任法国主教团会议对犹太关系委员会的领导人。他的工作受到教宗、法国总统和欧美国家的普遍支持。德布瓦曾获西蒙·维森塔尔中心颁发的英勇勋章，希伯来协和学院颁发的罗杰·E·约瑟夫奖，美国大屠杀纪念博物馆颁发的人道主义奖，美国犹太委员会颁发的Jan Karski奖，圣约之子会国际奖、国家犹太书籍奖以及休斯顿大屠杀纪念馆颁发的LBJ勇气奖。
2015年起，德布瓦开始在乔治城大学埃德蒙·A·沃尔什外事学院担任副教授，教授犹太文明相关课程。